# Sjeverni centralni gur jezici
Sjeverni centralni gur jezici (privatni kod: ngur), jedna od dviju glavnih grana centralnih gurskih jezika iz Zapadne Afrike, Gana, Togo, Benin, Burkina Faso, Mali. Obuhvaća (38) jezika unutar 3 uže skupine:
a. Bwamu (4) Burkina Faso, Mali: bomu, buamu, bwamu (dva jezika: láá láá bwamu, cwi).
b. Kurumfe (1) Burkina Faso: koromfé.
c. Oti-Volta (33):
c1. Buli-Koma (2) Gana: buli, konni.
c2. Istočni (4) Benin: Biali, ditammari, mbelime, waama.
c3. Gurma (9) Togo, Burkina Faso, Gana, Benin: akaselem, bimoba, gourmanchéma, konkomba, miyobe, moba, nateni, ngangam, ntcham,
c4. Zapadni (16) Gana, Burkina Faso, Benin: birifor (dva jezika: malba ili malba-birifor i južni ili ganski birifor), dagaari dioula, dagbani, farefare, hanga, južni dagaare, kamara, kantosi, kusaal, mampruli, mòoré, notre, safaliba, sjeverni dagara, wali,
c5. Yom-Nawdm (2) Togo, Benin: nawdm, yom.

## Vanjske poveznice
- Ethnologue (14th)
- Ethnologue (15th)